# Hinrik Stavoer
Hinrik Stavoer (unbekannt) war ein deutscher Steinmetz und Bildhauer im Raum Braunschweig und Hildesheim. Stavoer wird erstmals 1504 in einem Verzeichnis der Stadt Hildesheim erwähnt. 

## Werk

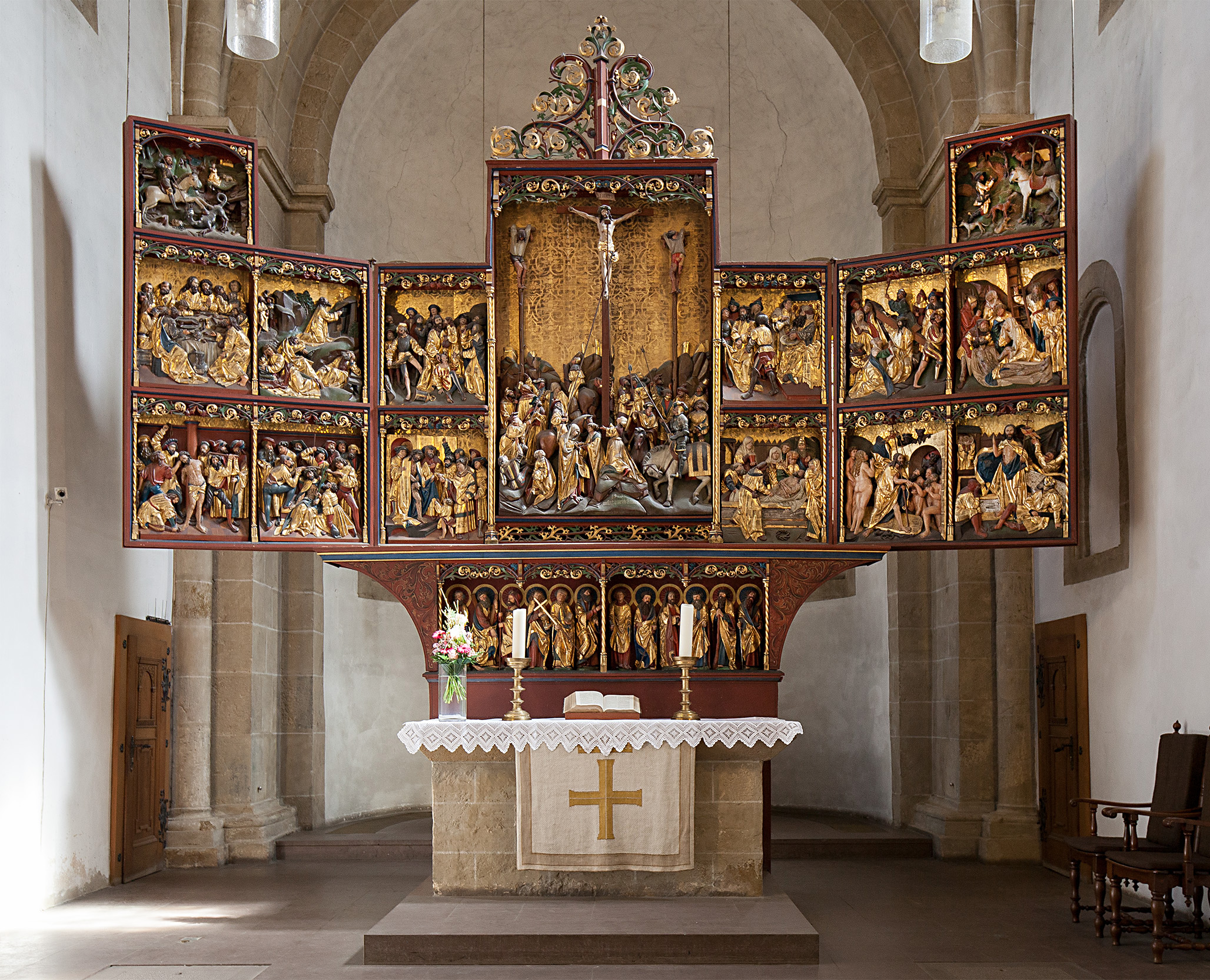
Schnitzaltar von Hinrik Stavoer in der Stiftskirche in Enger

Das Werk von Stavoer ist vor allem an spiralartig geformten Haaren, die zu Büscheln zusammengefasst sind, erkennbar. Das Taufbecken in der Petrikirche in Braunschweig mit der Jahreszahl 1525 stammt nach Paul Jonas Meier von Stavoer. Die Apostel auf einem Flügelaltar der Katharinenkirche und die Kreuzigungsgruppe sowie Maria bei der Kreuzigungsgruppe und der hl. Dionysius von Paris in der Stadtkirche von Rethen gehören zu den Arbeiten von Stavoer. In Nordrhein-Westfalen in der evang.-luth. Stiftskirche St. Dionysius von Enger befindet sich ein Schnitzaltar (1525) von ihm.
Unter seinem und Hans Wittens Einfluss standen spätere Arbeiten von Bildhauern aus Braunschweig.